# Frente Juvenil de Unidad Nacional
El Frente Juvenil de Unidad Nacional (FJUN) fue un movimiento político chileno que aglutinó a jóvenes adherentes y colaboradores de la dictadura militar encabezada por Augusto Pinochet. Fue fundado en 1975 por Jaime Guzmán, al alero del gremialismo.

## Historia
Dada la importancia que los adherentes del régimen dieron a la juventud como constructora de la nueva sociedad y como protectora del legado del régimen, Jaime Guzmán ideó un movimiento «cívico patriótico» que respaldara al régimen y a sus ideales, «y que no sea un partido político y que no aspire a compartir o negociar el poder con quienes lo detentan», a semejanza del Frente de Juventudes español creado en el régimen de Franco, aunque desde un inicio se intentó diferenciar de esta al considerarla fascistoide.
Así nació el Frente Juvenil de Unidad Nacional, fundado oficialmente el 9 de julio de 1975, en una ceremonia realizada en el cerro Chacarillas, en Santiago, y que contó con la presencia de Pinochet, que instauró esa fecha como el «Día de la Juventud», en conmemoración a los soldados chilenos caídos en el combate de La Concepción. Dos años más tarde, el Frente conmemoró esa ceremonia en el mismo lugar, oportunidad en que se convocó a 77 jóvenes de connotación pública de la época, como dirigentes políticos, deportistas, periodistas y gente de los espectáculos y la televisión, y donde además Pinochet dio un discurso donde anticipaba los pasos que seguiría su régimen.
Ellos postulaban la idea de crear una "Nueva Democracia" que apoyaba el sufragio universal libre e informado, rechazando así una idea corporativista en la estructura del poder político, que según ellos, "dañaba una sociedad libre". Junto con esto estaban a favor de una economía mixta que se basará en el principio de la propiedad privada y la iniciativa popular, apoyándose en el libre comercio.
Esta organización tenía una gran capacidad de convocatoria a realizar actos masivos de adhesión al Gobierno, llevando a miles de jóvenes a expresar su apoyo al régimen. En Particular esto se vería en la visita de la OEA en 1976, en la cual el FJUN organizaría un gran acto juvenil convocado bajo el lema “Desde la llama de la libertad, la juventud chilena saluda a las Américas”. Se reportaría que en esa ocasión “Los jóvenes, que sumaban miles de estudiantes, exteriorizaban su entusiasmo con gritos de: ¡viva la Junta de Gobierno! ¡Viva Chile!, y saludos a los delegados de la OEA”. Además, el frente realizaba, a lo largo de todo el territorio nacional, programas de capacitación y trabajos voluntarios en las zonas más pobres, para apoyar a las sociedades intermedias y a la meta económica del Gobierno que era la superación de la pobreza.
En 1975 un grupo de dirigentes del Frente Juvenil de Unidad Nacional creó la Cooperativa La Familia, institución financiera que quebró en 1977 y sus ejecutivos fueron procesados por el delito de estafa; durante el proceso judicial se determinó el desvío de fondos desde dicha cooperativa hacia el Frente.
El Frente apoyó la realización de la consulta nacional de 1978, que buscaba dar un respaldo a la dictadura militar, que se encontraba fuertemente cuestionada desde el exterior. A su alero se crearon diversas organizaciones como el Frente Juvenil de Abogados y el Consejo Superior Estudiantil de la Universidad de Chile.
Durante un acto realizado por el FJUN en La Serena el 10 de julio de 1978, el coordinador Ignacio Astete acuñó públicamente el concepto de «pinochetismo»; en dicha ocasión definió al movimiento como «pinochetista» y llamó a convocar «una movilización cívica que convierta al pinochetismo en la fuerza (...) que consolidará la nueva institucionalidad».
En 1983, el Frente y otros grupos gremialistas como Nueva Democracia, dieron origen al Movimiento Unión Demócrata Independiente, fundado el 24 de septiembre de ese año, y que en 1989 se constituiría como partido político.

## Dirigentes
En sus filas militaron varios exdirigentes gremialistas de la Federación de Estudiantes de la Universidad Católica de Chile (FEUC), y la gran mayoría de ellos se integró en 1989 como militante del partido Unión Demócrata Independiente (UDI).
- Jaime Guzmán, fundador y consejero.[11]
- Javier Leturia, presidente (1976-1977).[11]
- Ignacio Astete, presidente (1977).[11]
- Cristián Larroulet, vicepresidente (1977).[11]
- Juan Antonio Coloma Correa, presidente (1978).[12]
- Andrés Chadwick, presidente (1980-1981).[13]
- Patricio Melero, vicepresidente (1981).[14]
- Miguel Kast, consejero.[11]
- Manfredo Mayol, consejero.[11]